# Loreto megye (Argentína)
Loreto egy megye Argentína északi részén, Santiago del Estero tartományban. Székhelye Loreto.

## Népesség
A megye népessége a közelmúltban a következőképpen változott:
| Év   | Lakosság |
| ---- | -------- |
| 2001 | 17 383   |
| 2010 | 20 036   |